# Tầng hầm

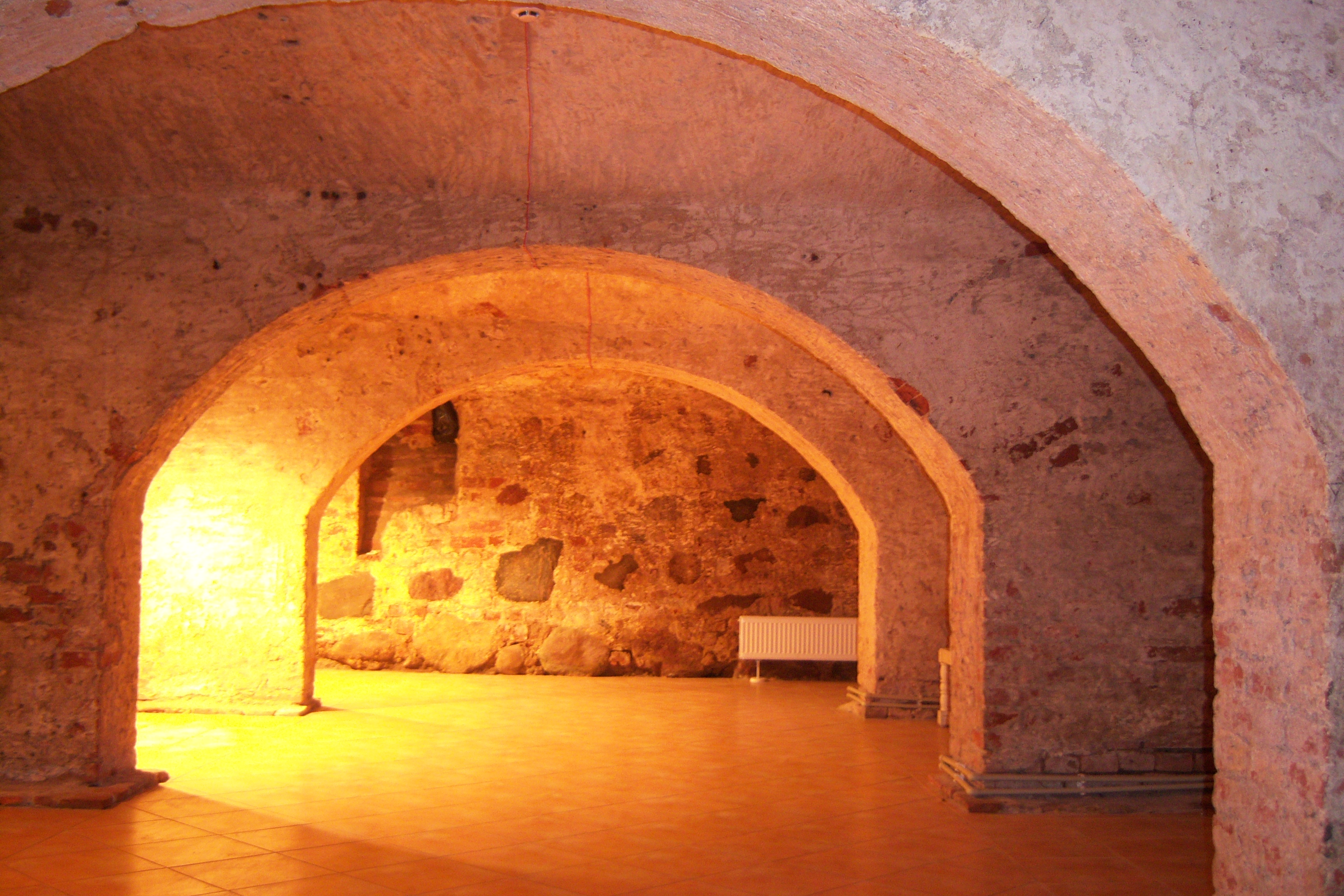
Một tầng hầm trong một lâu đài thời cổ

Tầng hầm là một hoặc nhiều tầng của một tòa nhà hay ngôi nhà được thiết kế bố trí xây dựng nằm hoàn toàn hoặc một phần dưới tầng trệt (sàn) và nằm sâu trong lòng đất (nằm âm dưới đất). Tầng hầm thường được sử dụng như một không gian tiện ích cho một tòa nhà nơi chứa các loại lò sưởi, máy nước nóng, hộp cầu chì, bãi đậu xe, và hệ thống điều hòa không khí, hệ thống phân phối điện, và truyền hình cáp... Tầng hầm là không gian phổ biến khi xây nhà trong đô thị vì giải quyết được chỗ đậu xe và hệ thống kỹ thuật, cũng như chống ẩm khá tốt cho tầng trệt và tăng diện tích sử dụng hữu ích.

## Đại cương

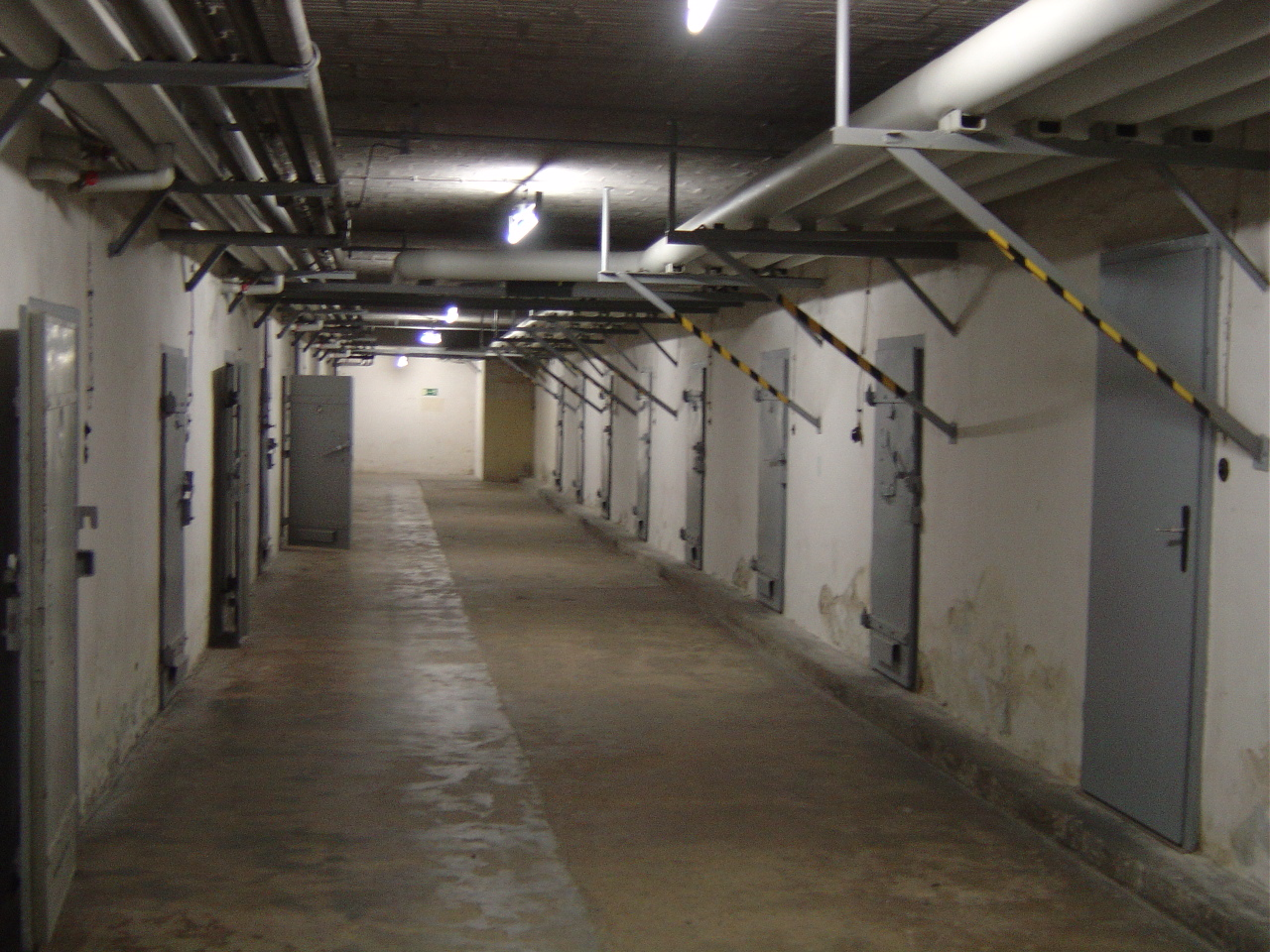
Một tầng hầm ở Đức

Tầng hầm nằm âm trong mặt đất cho nên vật liệu xây dựng phải là loại đặc biệt. Các cột trụ của tầng hầm phải vững chắc để có thể chịu sức ép lớn từ ngôi nhà. Với mục đích sử dụng thông thường, ở các nhà ở xứ lạnh thì hay làm hầm chìm hoàn toàn để ấm áp và làm kho cất trữ thực phẩm, hầm rượu. Trong điều kiện khí hậu nóng ẩm mưa nhiều thì nên làm hầm nửa nổi nửa chìm (bán hầm) hơn làm hầm chìm hoàn toàn vì bán hầm dễ thông thoáng, không mất diện tích cho lối đi xuống sâu và giải quyết kỹ thuật tốt hơn.
Nếu nhà có nhiều lầu và nhu cầu để xe cao thì làm hầm sẽ rất thuật tiện. Trường hợp không quá cần thiết, nên làm hầm theo dạng tầng trệt thấp, từ ngoài lên thẳng phần tầng lửng để vừa giảm chi phí làm móng bè cho hầm, vừa dễ giải quyết các yếu tố thông thoáng chiếu sáng và tránh ngập úng. Nếu nhà làm theo kiểu lệch tầng có thể đặt bếp ở phía sau cao và thoáng, phía trước thấp dùng đậu xe và làm lối vào, tạo thế vững vàng. Nhà xây tại vùng đất yếu, hầm đồng nghĩa với móng bè, tránh được tình trạng lún không đều nếu làm móng độc lập.
Ngược hẳn với sân thượng, tầng hầm có thể là một nơi bí bức và bị hạn chế về lượng ánh sáng trời. Do vậy các bức tường được sơn bằng những màu sáng là điều hết sức cần thiết và là điểm nhấn đối với một gian tầng hầm. Nếu tường cao, dùng một hàng rào mắt cáo để làm giá đỡ cho các cây leo có rễ bám sâu vào mặt đất, nếu có thể, hoặc trong các chậu lớn. Khi cây phát triển và leo hướng lên trên chúng sẽ kéo năng lượng bốc lên cao.

## Việt Nam

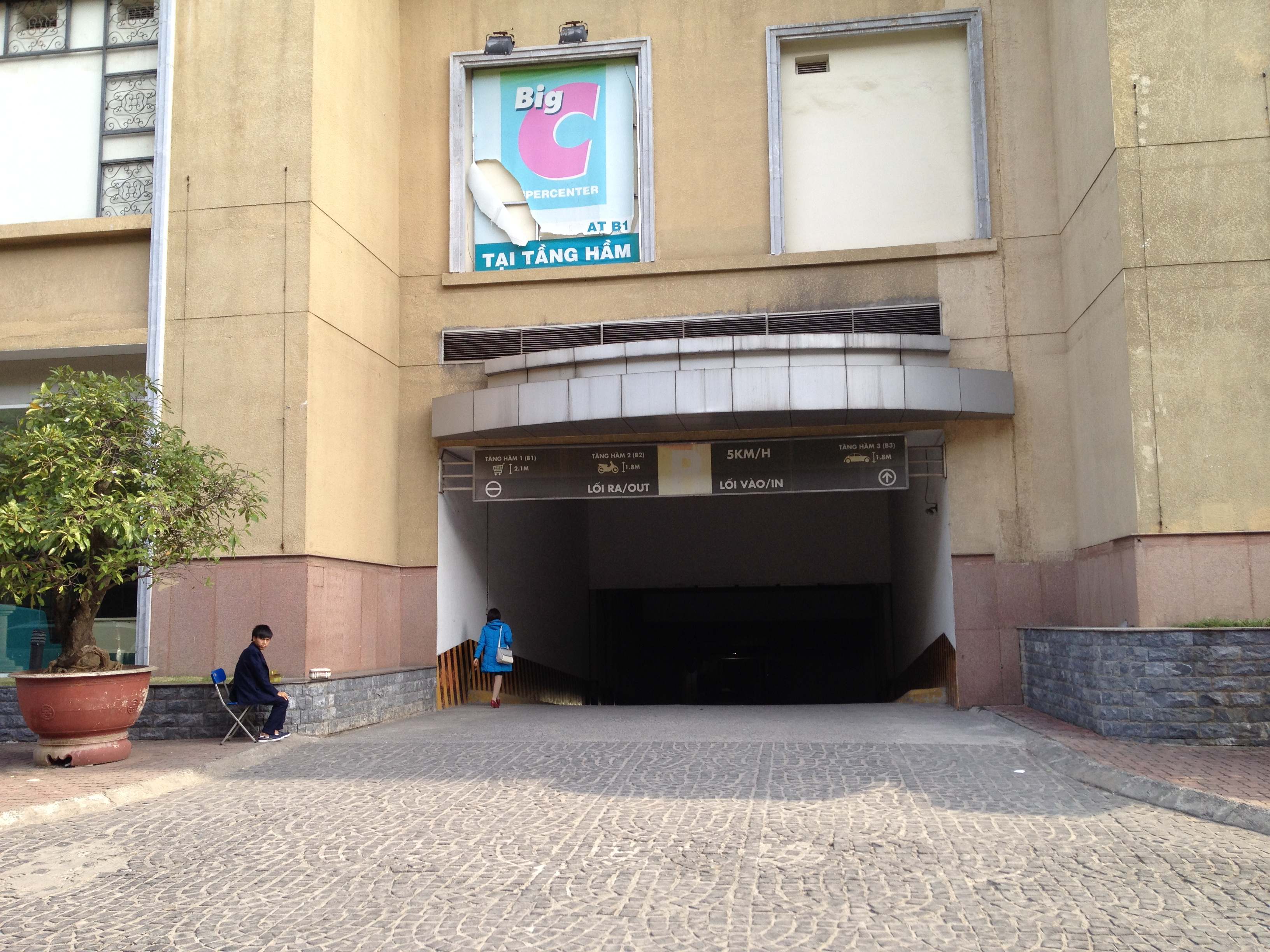
Hầm để xe tại một tòa nhà tại Hà Nội

Ở Việt Nam mà cụ thể là tại Thành phố Hồ Chí Minh, việc xây tầng hầm để có chỗ đậu xe là việc làm được khuyến khích trong điều kiện thành phố đang thiếu bãi xe. Việc xây tầng hầm được khuyến cáo là phải hết sức cẩn trọng, bởi không chỉ trực tiếp ảnh hưởng đến công trình mà còn ảnh hưởng đến cộng đồng xung quanh. Ngoài ra tầng hầm trong lịch sử còn được sử dụng vào mục đích làm nơi trú ngụ cho chủ nhân ngôi nhà trong điều kiện chiến tranh hoặc làm chỗ trú ngụ, trú ẩn khi có biến cố.